# Zéna à tête rayée
Spindalis zena
Espèce
Statut de conservation UICN

 LC  : Préoccupation mineure
Le Zéna à tête rayée (Spindalis zena) est une espèce de passereau appartenant à la famille des Thraupidae.

## Description
Le mâle est de couleur vive avec une tête rayée horizontalement en noir et blanc et une gorge, une poitrine et une nuque orange contrastées.  Le reste du ventre est gris clair.  Il y a deux variantes de couleur: vert soutenu (généralement nordique) et noirci (généralement nordique). La femelle a des marques similaires sur la tête, mais délavées jusqu'à un gris moyen.  Elle est d'un gris olive sur le dessus et d'un brun grisâtre, avec un léger lavage orange sur la poitrine, la croupe et les épaules. Ils mesurent 15 cm et pèsent 21 g.

## Répartition

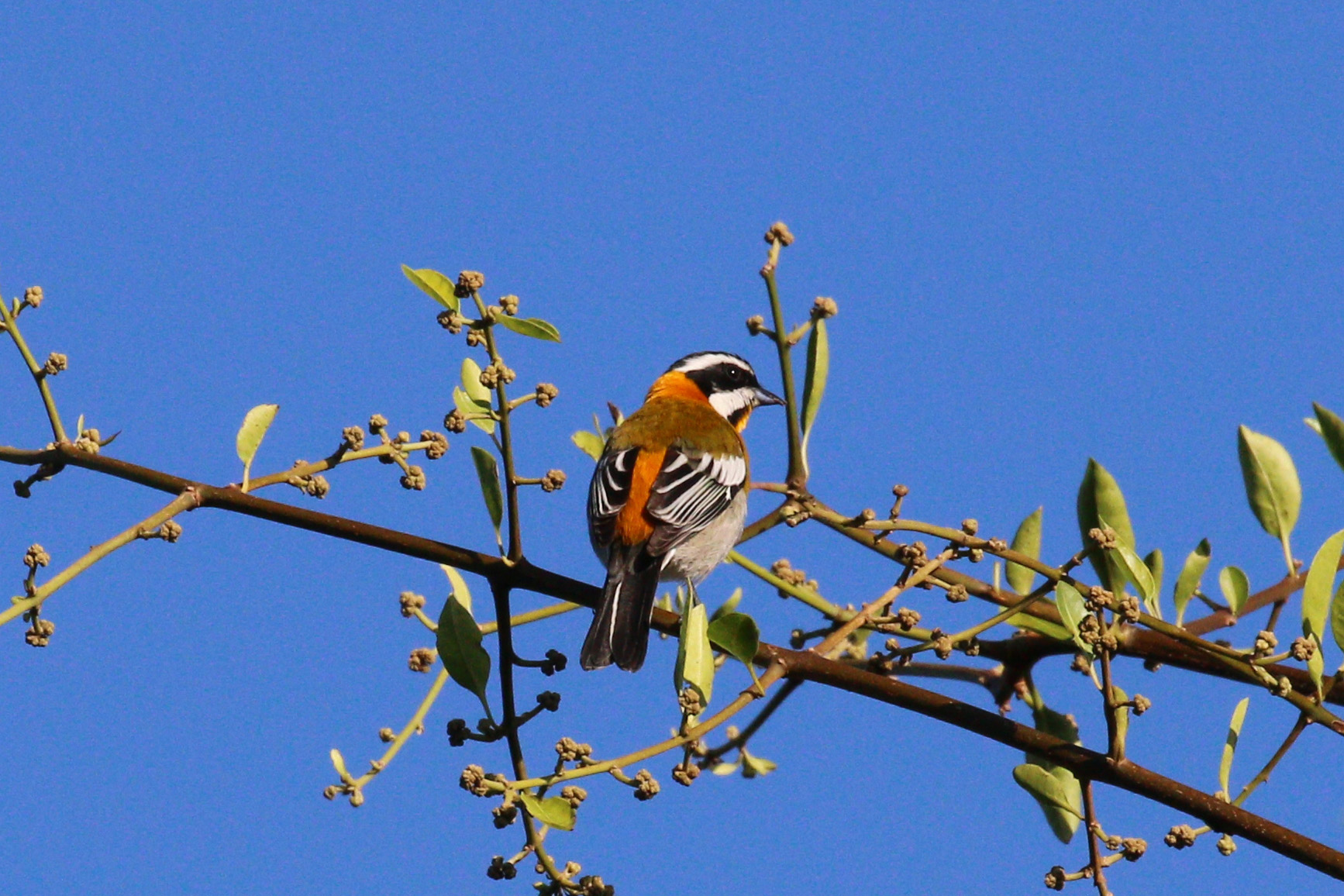

L'oiseau peuple les Caraïbes (Cozumel, îles Caïmans, Cuba, Bahamas et îles Turques-et-Caïques). C'est un visiteur rare dans le sud de la Floride, où la sous-espèce S. z. zena a réussi à se reproduire en 2009.

## Mensurations
Il mesure 15 cm.

## Alimentation
Cet oiseau est fructivore.